# Oreopteris
Oreopteris is een geslacht uit de moerasvarenfamilie (Thelypteridaceae). Het geslacht bestaat uit drie soorten terrestrische varens, waarvan er een van nature voorkomt in België en Nederland.

## Naamgeving en etymologie
Synoniem: Lastrea Bory
De botanische naam Oreopteris is een samenstelling van Oudgrieks ὄρος, oros (= berg) en πτερίς, pteris (= varen).

## Kenmerken
De varens van dit geslacht hebben allen een korte, dikke, opstijgende wortelstok. De bladen of veren staan in een bundel bij elkaar, hebben een korte bladsteel en een lange, vlakke bladschijf waarvan de randen niet omgeslagen zijn.
De sporenhoopjes zitten op de onderzijde van de bladen nabij de bladrand, zijn klein en rond en afgedekt met een dekvliesje.

## Beschreven soorten
Tot het Oreopteris behoren drie soorten waarvan er een van nature voorkomt in België en Nederland:
- Oreopteris elwesii
- Oreopteris limbosperma (Stippelvaren)
- Oreopteris quelpaertensis